# Fuck (EP)
| Recensione | Giudizio |
| ---------- | -------- |
| Allmusic   |          |

Fuck è un EP del gruppo hard rock statunitense Buckcherry.

## Tracce
1. Somebody Fucked with Me – 3:43
2. Say Fuck It – 2:55
3. The Motherfucker – 3:08
4. I Don't Give a Fuck – 3:19
5. It's a Fucking Disaster – 4:52
6. Fist Fuck – 2:22

## Formazione
- Josh Todd – voce
- Keith Nelson – chitarra solista, cori
- Stevie D. – chitarra ritmica, cori
- Kelly LeMieux – basso, cori
- Xavier Muriel – batteria, percussioni